# إمبراطورية غير رسمية
يصف مصطلح «الإمبراطورية غير الرسمية» مجالات النفوذ التي يمكن أن تطورها الإمبراطورية والتي تترجم إلى درجة من التأثير على منطقة أو بلد، وهي ليست مستعمرة رسمية أو محمية أو روافد أو تابعة للإمبراطورية، نتيجة توسيع المصالح التجارية أو الإستراتيجية أو العسكرية للإمبراطورية.
في مقال عام 2010، حدد جريجوري بارتون وبريت بينيت الإمبراطورية غير الرسمية على النحو التالي:
محاولة راغبة وناجحة من قبل النخب التجارية والسياسية للسيطرة على منطقة أو مورد أو شعب أجنبي. تضمنت وسائل التحكم تطبيق الامتيازات خارج الإقليم والتهديد بالعقوبات الاقتصادية والسياسية، وغالبًا ما تقترن بمحاولة إبقاء القوى الإمبريالية الأخرى في وضع حرج. لكي يكون مصطلح «الإمبراطورية غير الرسمية» قابلاً للتطبيق، نجادل، يجب على المؤرخين أن يظهروا أن النخبة أو الحكومة في دولة واحدة مارست سيطرة قانونية خارج الحدود الإقليمية، وهيمنة اقتصادية بحكم الواقع، وكانت قادرة على التأثير بقوة على السياسات في بلد أجنبي حاسمة بالنسبة إلى الأقوى مصالح الدولة.

## الإمبراطورية البريطانية
يرتبط هذا المصطلح بشكل شائع بالإمبراطورية البريطانية، حيث يتم استخدامه لوصف الامتداد الواسع للمصالح البريطانية في المناطق والدول التي لم تكن أجزاء رسمية من الإمبراطورية، من حيث أنها لم تكن مستعمرات ولم يحكمها البريطانيون بشكل مباشر.
من بين أبرز العناصر في الإمبراطورية البريطانية غير الرسمية كانت الصين، التي لعبت دورًا مهمًا، إن لم يكن راغبًا، في التجارة الإمبراطورية البريطانية، وأمريكا الجنوبية، التي كانت منطقة مهمة للمصالح والاستثمارات التجارية البريطانية.
من الصعب تصنيف الإمبراطورية غير الرسمية، مثل العديد من العلاقات الإمبراطورية، وتقليصها إلى تعريف إلزامي. في حالة الإمبراطورية البريطانية غير الرسمية، اختلفت طبيعة العلاقة على نطاق واسع. لم يكن الاندماج الصيني في مجال الإمبراطورية البريطانية غير الرسمية راغباً، وتم الحفاظ عليه باستخدام الإكراه العسكري المباشر - حروب الأفيون الأولى والثانية - ومن خلال ممارسة ضغط دبلوماسي كبير. غالبًا ما كانت حكومات أمريكا الجنوبية شركاء مستعدين في تمديد المشاريع التجارية البريطانية، ولكن تم استخدام القوة في بعض الأحيان ضد أولئك الذين حاولوا تطبيق السياسات الحمائية (انظر على سبيل المثال، الحصار الأنجلو فرنسي لريفر بليت).
تعد الإمبراطورية غير الرسمية مفهومًا مهمًا مطلوبًا لتوضيح مدى وصول الإمبراطورية وتأثيرها بشكل كاف، وفي حالة الإمبراطورية البريطانية، فهي حيوية لأي سرد شامل للتجربة الإمبراطورية البريطانية وجوهرية لوصف مصالح وأغراض الإمبراطورية بأنها كامل. الإمبراطورية غير الرسمية، بعيدة عن كونها مميزة ومنفصلة عن الإمبراطورية الرسمية، غالبًا ما ترتبط بالمصالح الإمبراطورية الرسمية. على سبيل المثال، كانت الإمبراطورية البريطانية غير الرسمية في الصين نتاجًا للسيطرة الرسمية البريطانية على الهند، والناجمة عن الحاجة إلى تمويل أنشطة شركة الهند الشرقية البريطانية من خلال بيع الأفيون للصينيين.
في المجال الاقتصادي، كانت الإمبراطورية البريطانية غير الرسمية مدفوعة بالنظام الاقتصادي للتجارة الحرة للإمبراطورية. في ما يسمى أطروحة "إمبريالية التجارة الحرة"، كما عبر عنها المؤرخان رونالد روبنسون وجون غالاغر، توسعت الإمبراطورية البريطانية بقدر كبير من خلال نمو الإمبراطورية غير الرسمية كما فعلت من خلال الحصول على الهيمنة الرسمية على المستعمرات. علاوة على ذلك، كان الاستثمار البريطاني في الإمبراطورية موجودًا ليس فقط في الإمبراطورية الرسمية، ولكن أيضًا في الإمبراطورية غير الرسمية - وبحسب روبنسون وجالاغر، كان في الغالب يقع في الغالب في الإمبراطورية غير الرسمية. تشير التقديرات إلى أنه بين عامي 1815 و 1880، تراكمت قروض بقيمة 1.187.000.000 جنيه استرليني في الخارج، ولكن لم يتم وضع أكثر من سدس في الإمبراطورية الرسمية. حتى عام 1913، كان أقل من نصف الاستثمار الأجنبي البالغ 3,975,000,000 جنيه استرليني داخل الإمبراطورية الرسمية.
أدت تحديات الهيمنة البريطانية في الصين من جانب الأوروبيين الآخرين، وكذلك من قبل الولايات المتحدة، إلى التحول من الإمبريالية غير الرسمية إلى الإمبريالية الرسمية في مطلع القرن.
يدعي المؤرخ البريطاني ديفيد رينولدز أنه خلال عملية إنهاء الاستعمار، كان من المأمول أنه كبديل للإمبراطورية الرسمية المتدهورة، والتأثير غير الرسمي، المختوم بالعلاقات الاقتصادية ومعاهدات الدفاع سوف يتمايل على المستعمرات السابقة. يقترح أن الكومنولث كان محاولة من بريطانيا للحفاظ على بعض التأثير غير المباشر على البلدان المستقلة حديثًا.
قد تفترض الإمبراطورية غير الرسمية غطاءً اقتصاديًا في المقام الأول. ومع ذلك، ليس هذا هو التعريف أو الشرط الحصري للمصطلح. قد تؤدي الاعتبارات الإستراتيجية أو غيرها من المخاوف إلى خلق تأثير إمبراطوري على منطقة ليست رسميًا أحد مكونات الإمبراطورية.